# Charles Schoenbaum
Charles Edgar Schoenbaum (1893–1951) foi um diretor de fotografia norte-americano, cuja carreira começou em 1917 e terminou com sua morte repentina em 1951.
Ele trabalhou em mais de 100 filmes, incluindo vários dos filmes de Lassie no final da década de 1940. Ele foi indicado para um Oscar em 1949, por seu trabalho em Little Women.

## Filmografia selecionada
- The Woman God Forgot (1917)
- Love Insurance (1919)
- Hawthorne of the U.S.A. (1919)
- Beau Sabreur (1928)
- The Rogue Song (1930)
- Bride of the Regiment (1930)
- She Got What She Wanted (1930)
- Woman Hungry (1931)
- Salvation Nell (1931)